# Sopřečský kanál
Sopřečský kanál (též Výrovský kanál) je vodní dílo v okrese Pardubice dnes sloužící k napájení rybníků Černého Nadýmače a Sopřečského rybníka.
Sopřečský kanál je součástí pardubické rybniční soustavy budované Pernštejny v šestnáctém století. Jedná se o odbočnou větev Opatovického kanálu. Dnes slouží k napájení rybníků Černého Nadýmače a Sopřečského rybníka, další jím napájené rybníky již dnes neexistují.
Vtok z Opatovického do Sopřečského kanálu se nachází u jezu v lese asi 0,5 km východně od místní části Výrova – místní části obce Břehy. Kanál je veden lesním porostem převážně severozápadním směrem. V počáteční části jeho toku je k němu přimknuta okružní turistická značená trasa 7259 (tzv. Výrovský okruh). Poté zprava obtéká rybník Černý Nadýmač. Sopřečský kanál má výše položenou hladinu a rybník je napájen krátkou odbočkou za pomoci přepadového stavidla. V závěru svého toku se kanál vlévá do Sopřečského rybníka. Z něj je voda odváděna pomocí Sopřečského potoka (též Mulda) do Labe. Pod hrází rybníka je kanál spojen suchým příkopem s rybničním přepadem potažmo Sopřečským potokem, který slouží k přímému převádění vody v případě přerušení napájení rybníka. V trase kanálu se nachází dvojice akvaduktů. Vzdušná vzdálenost mezi vtokem a ústím kanálu je asi tři kilometry.